# Pukotina raja (1959.)
Pukotina raja, hrvatski dugometražni film iz 1959. godine.